# 岑智明
岑智明（英語：Shun Chi-ming，1963年10月8日—），SBS，FRMetS，生於香港，籍貫廣東順德樂從，物理學家，香港科技大學客席教授，香港天文台前台長，前任香港氣象學會會長，前任中國氣象學會理事，並為歷任華人台長中最年輕上任的一位。
他少時在聖保羅書院小學及聖保羅書院就讀，後於香港大學理學院主修物理及數學。
他是在1986年2月加入皇家香港天文台，出任科學主任。1998年4月晉陞為高級科學主任。2007年12月晉陞為香港天文台助理台長。2011年4月14日接替退休的李本瀅，出任香港天文台台長。岑智明於2020年2月14日卸任香港天文台台長，由助理台長鄭楚明接任。2010年7月獲委任為官守太平紳士，2020年10月獲頒銀紫荊星章。

## 國際性組織職銜
岑智明除了任職香港天文台台長外，還擁有多個國際性氣象組織的職銜。
岑智明在2006年獲選世界氣象組織「航空氣象委員會」的副主席，於2010年2月當選擔任委員會主席，並在2014年7月連任主席至2018年7月。這是香港天文台人員首次在「世界氣象組織」的技術委員會中取得該高層席位及最高職位，亦是首位亞洲人出任此職位。在世界氣象組織改組技術委員會架構後，岑智明在2019年6月13日獲選為「天氣、氣候、水及相關環境服務與應用委員會」聯合副主席，至2020年2月卸任。
在2012年2月，岑智明亦被亞太經社委員會及世界氣象組織推舉為轄下的颱風委員會副主席。他在2013年2月當選為主席，為期一年。
此外，在2001年至2010年，他亦擔任「國際民航組織」亞太區的「通訊、導航、監測及氣象」小組主管氣象的副主席。
岑智明在2020年2月卸任天文台台長後，原本獲安排4月初到瑞士日內瓦，出任世界氣象組織服務司司長，惟最後因接受青光眼手術而未能就任。

## 任職天文台
他曾擔任天氣預測、輻射監測、地震、報時和地球物理服務及數值天氣預報等工作。自1993年起，他專門從事航空氣象工作，先後負責安裝及引進機場多普勒天氣雷達及激光雷達，為赤鱲角的香港國際機場探測風切變。
他在2003年初在國際民用航空組織的著名刊物「國際民用航空組織期刊」發表了一篇文章，介紹香港國際機場的風切變及湍流警報服務，確立了天文台在世界航空氣象服務方面的前列位置。
他亦進一步研究風切變的成因和改進預警方法，在2005年建立世界第一個激光雷達風切變預警系統。岑智明在1997年開始在國際航空氣象事業上作出貢獻，積極參與「國際民航組織」和「世界氣象組織」的工作。
岑智明經常強調氣象服務是要積極面對改變的重要性，並指在面對挑戰時，必須更具彈性、更有創意及更具成本效益。他在2011年擔任台長後，更新了天文台的「抱負、使命及信念」，強調「科學」、「創新」和「多元合作」作為天文台發展的三個支柱，並接連推出多項新服務：
- 2011年7月：「分區閃電次數」網頁[14]
- 2012年1月：彩色繪製天氣圖[15]
- 2012年3月：
  - 「特別天氣提示」[16]
  - 在「本港地區天氣預報」使用2個天氣標記顯示天氣變化[17]
- 2012年9月：在智能手機應用程式「我的天文台」推出「定點降雨預報」[18]
- 2013年3月：「香港天文台個人版網站」[19]
- 2013年12月：
  - 「自動分區天氣預報」[20]
  - 成立「天氣廣播站」團隊並統一電視天氣節目[21]
- 2014年1月：「天氣廣播站」增設《氣象冷知識》環節[22]
- 2014年3月：「天文觀測天氣資訊」網頁[23]
- 2014年4月：「九天天氣預報」[24]
- 2015年12月：「地圖天氣網站」[25]

當中「特別天氣提示」服務更獲得澳門氣象局仿效，推出「特別天氣信息」。另外由2011年6月熱帶風暴海馬襲港開始，天文台正式與政府飛行服務隊合作，每當有熱帶氣旋進入南海北部，便派出定翼機進入熱帶氣旋中心，以取得最新數據。
岑智明於任內共發出三次十號颶風信號，包括強颱風韋森特、超強颱風天鴿及超強颱風山竹，成為繼鍾國棟後任內發出最多次數最高熱帶氣旋警告信號的台長。

## 外部連結
- 岑智明的Facebook專頁
- 岑智明的Instagram帳戶
- 天文台網誌 （页面存档备份，存于）
- 九龍上空的「飛碟雲」 （页面存档备份，存于）
- 天文台動態 - 台長之聲 （页面存档备份，存于）

| 前任： 李本瀅博士 | 香港天文台台長 2011年4月14日－2020年2月14日 | 繼任： 鄭楚明博士 |